# Waldemar Blatkauskas
Waldemar Blatkauskas (São Paulo, 17 de março de 1938 – 6 de março de 1964) foi um jogador de basquetebol brasileiro.
De origem lituana, Waldemar formou na seleção brasileira o time mais vitorioso da história: bicampeão mundial, medalha de bronze nos Jogos Olímpicos de Roma 1960. Morreu jovem, vítima de acidente automobilístico. Foi homenageado com seu nome dado ao ginásio de esportes de Piracicaba onde jogava e nome de rua na cidade de São Paulo e em Campinas. Jogou também em São Carlos pelo São Carlos Clube, onde, além de jogar se formou em Educação Física. É candidato ao Hall da fama da FIBA.